# Dołynśka
Dołynśka (ukr. Долинська) – miasto na Ukrainie, w obwodzie kirowohradzkim, siedziba władz rejonu dołyńskiego.